# Mabberley's Plant-book
Mabberley's Plant-book o The Plant-book és un llibre i diccionari de plantes acceptat internacionalment com un text de referència botànica essencial per a qualsevol persona que estudiï, creixi o escrigui sobre plantes. És considerat un dels textos botànics, d'abast mundial, més pràctics i autoritzats disponibles.
The Plant-book, A portable dictionary of the higher plants (1a edició, 1987) actualment amb el nom (4a edició, 2017) de Mabberley's Plant-book. A portable dictionary of plants, their classification and uses (ca: "Llibre de Plantes" de Mabberley. Un diccionari portàtil de plantes, la classificació i usos). La 3a edició va ser publicada el 2008 amb el mateix títol anterior i fou guardonat amb la Medalla Engler d'Argent (2009).
És una referència essencial per a botànics, jardiners i naturalistes, professionals o aficionats

## Descripció de l'obra
L'autor és el botànic, professor, explorador i curador britànic David Mabberley.
El llibre-diccionari reuneix la informació més recent sobre la classificació de plantes, cataloga tots els noms genèrics de plantes superiors (Espermatòfits), falgueres, licopodis i isòets, i molses i algues ecològicament i econòmicament importants, proporciona informació concisa sobre la morfologia i la distribució geogràfica de les plantes i té una gran quantitat d'informació sobre els usos. De fet, les 26.000 entrades són tan riques en informació, que en certa manera Plant-book pot substituir tota una biblioteca botànica. Mabberley's Plant-book continua sent un tresor del coneixement botànic
Mabberley's Plant-book. 4a ed., 2017 té unes 26.000 entrades (de les quals 1.650 noves entrades). Aquest complet diccionari, combina detalls i usos taxonòmics amb noms anglesos i altres noms vernacles. En aquesta nova edició, cada entrada s'ha actualitzat per tenir en compte la literatura més recent, en particular la comprensió més gran com a resultat dels grans avenços derivats de les anàlisis moleculars.
Amb les successives edicions del seu Plant-book, David Mabberley ha prestat un servei singular en el camp de la botànica. Encara que, malauradament, els noms de plantes canvia massa sovint, es té en compte i substitueix completament totes les edicions anteriors. Serveix de referència a tota la gamma de noms genèrics i superiors amb informació sobre espècies i cultivars econòmicament i ecològicament importants.

## Contingut, índex
Mabberley's Plant-book està dividit en els capítols següents:
- The dictionary (El diccionari): És el moll del llibre (p. ...) amb la informació sobre famílies i gèneres (amb els taxons principals)
- Appendix: system for arrangement of extant vascular plants (Apèndix: sistema d'ordenació de plantes vasculars existents)
- Acknowledgement of sources: 1. Floras and handbooks, websites. 2. Periodicals (Reconeixement de fonts: 1. Flors i manuals, llocs web. 2. Publicacions periòdiques)
- Abbreviations and symbols (used in this book): 1. General. 2. Authors' names (Abreviatures i símbols (utilitzats en aquest llibre): 1. General. 2. Noms dels autors)
- New names used in this book (Nous noms utilitzats en aquest llibre)

## Història
Plants-book ha tingut 4 edicions i moltes reimpressions des de 1987:
- The Plant-book. A portable dictionary of the higher plants (abreujat Pl.-Book). D. J. Mabberley, 1987. 1a ed. Cambridge University Press.
- The Plant-book. A portable dictionary of the vascular plants, 2a. ed.. D. J. Mabberley, 1997. Cambridge University Press, UK.
- Mabberley's Plant-book. A portable dictionary of plants, their classification and uses, 3a. ed. D.J. Mabberley, 2008. Reimprès amb correccions 2009, 2014. Cambridge University Press. Guardonat amb el premi anual James A. Duke a l'excel·lència en literatura botànica del American Botanical Council (2008) i la medalla IAPT'S Engler de l'Associació Internacional per a la Taxonomia de les plantes (2009)
- Mabberley's Plant-book. A portable dictionary of plants, their classification and uses (abreujat Mabberley's Pl.-Book). 4a ed. D.J. Mabberley, 2017. Cambridge University Press. (també en edició digital Kindle).

Com es pot observar el títol va canviant i reflecteix l'ampliació del grup de plantes que abasta (ara també força molses i algues importants ecològicament i econòmicament).

## Ressenyes
The Plant-book-Mabberley's Plant-book ha tingut moltes ressenyes en les successives edicions. A part del que ja s'ha descrit: "una inestimable i autoritzada obra de referència", "una referència extremadament valuosa ... potser, encara més per a aquells en altres camps relacionats amb les plantes". "El format compacte del llibre s'afegeix al seu valor i el converteix en una referència portàtil”, "és en primer lloc una referència per als taxònoms i és molt útil per als horticultors que desitgen un volum únic complet". "Kit imprescindible per a botànics, jardiners i naturalistes", "Ho aconsegueix tot ... recorrent a una taquigrafia botànica que està comprimida però mai críptica", "diccionari de plantes ..., escrit per a botànics, horticultors, ecòlegs i escriptors", "és indispensable si voleu saber en quina família es troba un gènere vegetal o quantes espècies hi ha al gènere ... o quins usos estranys tenen algunes plantes".